# Raciborski Związek Drużyn Harcerzy „Bastion”
Raciborski Związek Drużyn Harcerzy "Bastion" – powstał w 1991 roku rozkazem Naczelnika Harcerzy Związku Harcerstwa Rzeczypospolitej staraniem harcmistrza Ryszarda Dyjakona. Związek drużyn swoim zasięgiem obejmuje obszar miasta Racibórz i Wodzisław Śląski.

## Historia
Raciborski Związek Drużyn Harcerzy "Bastion" powstał dzięki staraniom hm. Ryszarda Dyjakona, który był jego pierwszym komendantem, a funkcję tę piastował ponad 10 lat. Oficjalnie związek drużyn został powołany w 1991 roku na mocy rozkazu Naczelnika Harcerzy. Zrzeszał wówczas trzy drużyny harcerzy: 1 Raciborską Drużynę Harcerzy im. Jana III Sobieskiego, 11 Raciborską Drużynę Harcerzy i 13 Raciborską Drużynę Harcerzy im. Zawiszy Czarnego.
W 2001 roku delegacja harcerzy ze związku drużyn uczestniczyła w Zlocie Okręgu Górnośląskiego z okazji 90. rocznicy powstania Harcerstwa w Zawadzkiem. Również po 2001 roku corocznie harcerze ze związku drużyn biorą udział w pielgrzymce harcerskiej na Jasną Górę. W 2004 roku delegacje drużyn ze związku drużyn uczestniczyły w III Narodowym Zlocie Harcerzy, gdzie otrzymały pochwałę od komendanta zlotu za kwaterkę przedzlotową.

## Komendanci
- hm. Ryszard Dyjakon HR (1991-2000)
- phm. Bolesław Bezeg HR (2000-2006)
- phm. Dawid Tobiasz HR (2006 - 15 października 2016)
- phm. Arkadiusz Tobiasz HR (od 15 października 2016)

## Jednostki
- 1 Raciborska Gromada Zuchów ”Odkrywcy Nieznanych Lądów"
- 1 Raciborska Drużyna Harcerzy "Karacena"
- 5 Wodzisławska Gromada Zuchowa
- 5 Wodzisławska Drużyna Harcerzy "Wilki"